# Hostiaz
Hostiaz è un ex comune francese di 83 abitanti situato nel dipartimento dell'Ain della regione dell'Alvernia-Rodano-Alpi. Il 1º gennaio 2019 fu accorpato con i comuni di Cormaranche-en-Bugey, Hauteville-Lompnes e Thézillieu per formare il nuovo comune di Plateau d'Hauteville.

## Società

### Evoluzione demografica
Abitanti censiti